# Gail Greenough
Gail E. Greenough, CM (* 7. März 1960 in Edmonton, Alberta) ist eine kanadische Springreiterin.

## Karriere
Mit ihrem Pferd Mr. T gewann sie 1986 in Aachen als erste Amazone den Weltmeistertitel im Springreiten.
1988 wurde sie in die Canadian Olympic Hall of Fame aufgenommen. Seit 1990 ist sie Member of the Order of Canada.

## Privates
Gail Greenough ist die Tochter eines millionenschweren Grundstücksmaklers. Nach der Schule studierte sie Marketing und Werbung in den USA und machte im Anschluss daran in Kanada ihr Examen in Kunstgeschichte.

## Pferde (Auszug)
- Mr. T, Hannoveraner, Vater: Wohlan, Muttervater: Pik As xx, Züchter: Theodor Soetebeer